# Gabriele Tinti

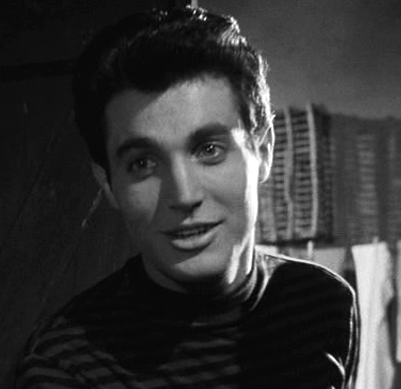
Gabriele Tinti im Film Cronache di poveri amanti (1954)

Gabriele Tinti (eigentlich Gastone Tinti; * 22. August 1932 in Molinella; † 12. November 1991 in Rom) war ein italienischer Filmschauspieler.

## Leben
Tinti begann beim Film in kleineren Rollen bei von bedeutenden Regisseuren inszenierten Filmen; seinen wichtigsten Part spielte er dabei in Carlo Lizzanis Chronik armer Liebesleute. Neben sentimentalen Komödien von geringerer Bedeutung war er u. a. auch in Robert Aldrichs Sodom und Gomorrha zu sehen und in den 1960er Jahren in vielen Genrefilmen eingesetzt; gelegentlich hatte er die Hauptrolle inne. Ab 1973 konzentrierte er sich auf Erotikfilme, oftmals zusammen mit seiner Frau Laura Gemser, die er 1976 geheiratet hatte, und unter der Regie von Aristide Massaccesi. In erster Ehe war er 1963 bis 1969 mit Schauspielkollegin Norma Bengell verheiratet.
Er starb im Alter von 59 Jahren an einem Herzinfarkt.

## Filmografie (Auswahl)
- 1954: Chronik armer Liebesleute (Cronache di poveri amanti)
- 1960: Das Schwert von Persien (Ester e il re)
- 1961: Die Herrin von Atlantis (Antinea, l’amante della città sepolta)
- 1962: Die Eingeschlossenen (I sequestrati di Altona)
- 1962: Herkules, der Sohn der Götter (Ulisse contro Ercole)
- 1962: Sodom und Gomorrha (Sodom and Gomorrha)
- 1964: Cordoba (Llanto por un bandido)
- 1964: Der Gendarm von St. Tropez (Le gendarme de St. Tropez)
- 1965: Der Flug des Phoenix (The Flight of the Phoenix)
- 1965: 7 goldene Männer (7 uomini d'oro)
- 1966: Das Superding der 7 goldenen Männer (Il grande colpo dei 7 uomini d'oro)
- 1967: Das älteste Gewerbe der Welt (Le plus vieux métier du monde)
- 1967: Der Sohn des Django (Il figlio di Django)
- 1969: Der blauäugige Bandit (Barbagia (La società del malessere))
- 1970: Der Löwe mit den sieben Köpfen (Der leone have sept cabeças)
- 1970: Der aus dem Regen kam (Le passager de la pluie)
- 1970: Das Grauen kam aus dem Nebel (La morte risale a ieri sera)
- 1970: Die Geliebte des Anderen (Qui?)
- 1970: Kanonen für Cordoba (Cannon for Cordoba)
- 1971: Die dummen Streiche der Reichen (La folie des grandeurs)
- 1973: Frau Wirtins tolle Töchterlein
- 1974: Ein Leben lang (Toute une vie)
- 1975: Black Emanuelle (Emanuelle nera)
- 1976: Ab morgen sind wir reich und ehrlich
- 1976: Black Emanuelle 2. Teil (Emanuelle nera: Orient reportage)
- 1976: Black Emanuelle – Stunden wilder Lust (Emanuelle in America)
- 1976: Nackte Eva (Eva nera)
- 1976: Velluto nero
- 1977: Gangbuster (L'avvocato della mala)
- 1977: Nackt unter Kannibalen (Emanuelle e gli ultimi cannibali)
- 1977: Die Nonne und das Biest (Suor Emanuelle)
- 1978: Sklavenmarkt der weißen Mädchen (La via della prostituzione)
- 1979: Die Nackte von Sados (I mavri Emmanouella)
- 1981: Die Todesgöttin des Liebescamps
- 1982: Frau Doktor kann’s nicht lassen (Pierino aiutante messo comunale… praticamente spione)
- 1983: Endgame – Das letzte Spiel mit dem Tod (Endgame – Bronx lotta finale)
- 1983: Operation Comeback (Love Is Forever)
- 1989: Der Gorilla am Amazonas (Le Gorille et l'amazone) (Fernsehfilm)
- 1991: Le voleur d’enfants